# Thu hải đường hoa thơm
Thu hải đường hoa thơm hay thu hải đường thân ngắn, thu hải đường handel (danh pháp: Begonia handelii) là một loài thực vật có hoa trong họ Thu hải đường. Loài này được Irmsch. miêu tả khoa học đầu tiên năm 1921.